# SS Leviathan
La SS Leviathan (inizialmente chiamato Vaterland) fu un transatlantico tedesco.

## Storia
Costruita dai cantieri Blohm & Voss di Amburgo per conto della HAPAG con il nome di Vaterland, la nave era la seconda di una classe di tre piroscafi giganteschi progettati da Albert Ballin, iniziata con la SS Imperator e terminata con la SS Bismarck.
La nave riuscì a compiere il suo lavoro di transatlantico di linea solo in limitate occasioni perché allo scoppio della prima guerra mondiale si trovava a New York e dato che la Royal Navy britannica deteneva il controllo dell'oceano atlantico si temeva che la nave potesse diventare un facile bersaglio nel caso si tentasse di riportarla indietro; pertanto rimase ormeggiata ad Hoboken.
Nel 1917 con l'ingresso degli Stati Uniti d'America nella guerra a fianco della triplice intesa (e quindi contro la Germania) la nave fu requisita dalla US Navy che le cambiò il nome in USS Leviathan e la impiegò come nave da trasporto truppe.
Durante la pandemia della Spagnola del 1918 la Leviathan partì per la Francia da Hoboken in New Jersey con a bordo novemila soldati: all’arrivo a Brest, una settimana dopo, i malati erano circa duemila e si erano avuti novanta decessi; negli scompartimenti del «Leviathan», racconta la Spinney, «lo spazio tra i letti a castello era così ridotto che le infermiere non potevano evitare di lasciare le loro impronte insanguinate tra l’uno e l’altro»; con i letti più alti inutilizzabili dai malati, «gli uomini, semicoscienti, furono sistemati sui ponti, che presto diventarono scivolosissimi a causa del sangue e del vomito». Quando approdò nel porto della Bretagna, il Leviathan appariva una «nave della morte».
Terminata la guerra la nave venne tenuta dagli USA come danni di guerra, tuttavia la US Navy, non sapendo più che farne la cedette alla United States Lines. Alla fine degli anni trenta la nave venne ritirata dal servizio e venduta alla British Metal Industries Ltd come fonte di materie prime. La nuova proprietà iniziò a smantellare la nave che venne completamente demolita nel 1938.